# Tumaco (ort i Colombia)
Tumaco är en ort i Colombia.   Den ligger i departementet Nariño, i den västra delen av landet, 600 km sydväst om huvudstaden Bogotá. Tumaco ligger 6 meter över havet och antalet invånare är 86 713.
Terrängen runt Tumaco är mycket platt. Havet är nära Tumaco norrut. Runt Tumaco är det ganska tätbefolkat, med 60 invånare per kvadratkilometer. Det finns inga andra samhällen i närheten. I omgivningarna runt Tumaco växer i huvudsak städsegrön lövskog.